# 安固公主 (劉宋)
安固公主（?—?），中国南北朝刘宋公主，父亲宋孝武帝。
安固公主嫁給了王志，王志是王僧虔的儿子，王昙首的孙子。王志拜驸马都尉，十九岁时，萧道成取代了刘宋，建立了齐朝。王志在萧衍建立梁朝后，官至中书令。